# 우가타역
우가타역(일본어: 鵜方駅)은 일본 미에현 시마시에 위치한 긴키 닛폰 철도 시마 선의 철도역이다. 역 번호는 M 91이며, 섬식 승강장 1면 2선의 구조를 갖춘 고가역이다.

## 타는 곳
| 1 | M 시마 선 | 하행 | 가시코지마 방면                           |
| 2 | M 도바 선 | 상행 | 도바 · 나고야 · 오사카 · 고베 · 교토 방면 |

## 이용 현황
| 연도 | 승차 인원 |
| ---- | --------- |
| 1997 | 1,638     |
| 1998 | 1,540     |
| 1999 | 1,467     |
| 2000 | 1,437     |
| 2001 | 1,375     |
| 2002 | 1,302     |
| 2003 | 1,260     |
| 2004 | 1,213     |
| 2005 | 1,115     |
| 2006 | 1,110     |
| 2007 | 1,194     |
| 2008 | 1,213     |
| 2009 | 1,136     |
| 2010 | 1,057     |
| 2011 | 1,003     |
| 2012 | 1,006     |
| 2013 | 1,083     |
| 2014 | 971       |
| 2015 | 1,012     |

## 역 주변
- 국도 제167호선 · 국도 제260호선
- 시마 시청
- 미에 현 시마 청사
- 아고 쇼핑센터
- 아고 문화 공원
  - 시마 시 아고 아레나
  - 시마 시립 도서관

## 인접 역
| 긴키 닛폰 철도 시마 선     | 긴키 닛폰 철도 시마 선 | 긴키 닛폰 철도 시마 선         |
| -------------------------- | ---------------------- | ------------------------------ |
| M90 시마요코야마 도바 방면 | M 시마 선              | 시마신메이 M92 가시코지마 방면 |